# Adam Almqvist
Adam John Almqvist, född 27 februari 1991 i Jönköping, är en svensk ishockeyspelare som spelar i DEL för EHC Red Bull München.

## Karriär

### Klubbar[1]
- Moderklubb–2012 HV71, Elitserien
- 2012-2014 Grand Rapids Griffins, AHL
- 2013-2014 Detroit Red Wings, NHL
- 2014-2015 Severstal Tjerepovets, KHL
- 2015-2017 HV71, SHL
- 2017-2018 Frölunda HC, SHL
- 2018-2019 SC Bern, NL
- 2019-2020 Admiral Vladivostok, KHL
- 2020-2022 Dinamo Minsk, KHL
- 2022 Traktor Tjeljabinsk, KHL
- 2022–2023 EV Zug, NL
- 2023- EHC Red Bull München, DEL

### Meriter
| Merit             | År   |
| ----------------- | ---- |
| U16 SM Guld       | 2006 |
| TV-pucken vinnare | 2007 |
| SM-guld           | 2010 |